# John Phillips (geólogo)
John Phillips (25 de diciembre de 1800-24 de abril de 1874) fue un geólogo y naturalista inglés. Fue educado en el King's College de Londres, bajo la tutela de John Phillips, y posteriormente profesor de geología.

## Semblanza
Philips nació en Marden en Wiltshire. Su padre pertenecía a una antigua familia galesa, pero se estableció en Inglaterra como oficial de impuestos especiales y se casó con la hermana de William Smith, conocido como el "Padre de la geología inglesa". Sus padres murieron cuando Phillips era un niño, y quedó a cargo de Smith, trasladándose a su casa de Londres a principios de 1815. Durante los años siguientes asistió a varias escuelas y ayudó a su tío con su investigación y escritos geológicos; también desarrolló el interés por la litografía (impresión de losas preparadas de piedra), figurando entre los primeros en experimentar y utilizar este proceso en Inglaterra entre 1816 y 1819. Después de la escuela, Phillips acompañaba a Smith en sus recorridos en relación con su preparación de mapas geológicos. En la primavera de 1824 Smith fue a York para impartir un curso de conferencias sobre geología, y su sobrino lo acompañó. Phillips aceptó encargos en las principales ciudades de Yorkshire para organizar sus museos y dar cursos de conferencias sobre sus colecciones. York se convirtió en su residencia, y en 1826 obtuvo el puesto de conservador del Museo de Yorkshire y secretario de la Yorkshire Philosophical Society, coincidiendo con el científico Henry Robinson que por entonces era bibliotecario de la misma institución.

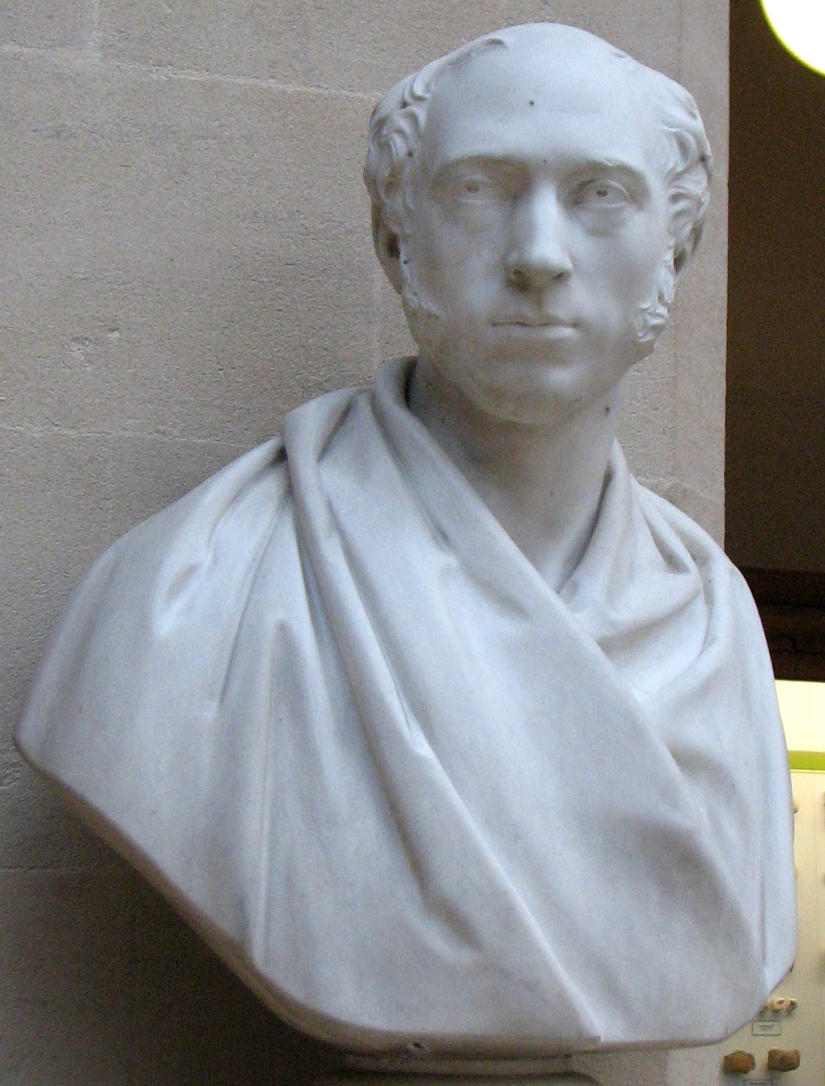
Busto de John Phillips en el Museo de Historia Natural de la Universidad de Oxford

Desde este centro, Phillips extendió sus operaciones a otras ciudades, y en 1831 incluyó el University College de Londres dentro de la esfera de su actividad. En ese año la Asociación Británica para el Avance de la Ciencia fue fundada en York, y Phillips fue una de las mentes activas que organizaron su maquinaria. Se convirtió en el primer secretario asistente en 1832, un puesto que ocupó hasta 1859. En 1834 aceptó la cátedra de geología en el King's College de Londres, pero conservó su puesto en York.
En 1834 fue elegido  miembro de la Royal Society. En años posteriores recibió títulos honorarios de instituciones universitarias de Dublín, Cambridge, y Oxford; mientras que en 1845 fue galardonado con la Medalla Wollaston por la Sociedad Geológica de Londres. En 1840 dimitió de su cargo del museo de York y pasó a formar parte del personal de la toma de datos geológica de Gran Bretaña, bajo la dirección de Henry de la Beche. Phillips pasó algún tiempo estudiando los fósiles de Devon de la era Paleozoica, Cornualles y West Somerset, de los que publicó una memoria descriptiva (in 1841). En ese mismo año, publicó la primera escala temporal geológica global, que ordenaba los estratos de roca de acuerdo a los tipos de fósiles encontrados en su interior. Esto ayudó a estandarizar el uso de los términos era Paleozoica (que extendió para cubrir un período más largo de lo considerado hasta entonces) y era Mesozoica, este último siendo de su propia invención. También hizo un levantamiento detallado de la región de Malvern Hills, de la que preparó una elaborada descripción que aparece en el volumen II de la Memoria de la Encuesta (1848). En 1844 se convirtió en profesor de geología en la Universidad de Dublín.
Nueve años más tarde, a la muerte de Hugh Edwin Strickland, que había actuado como sustituto de Dean Buckland como rector de geología en la Universidad de Oxford, Phillips le sucedió en el cargo. A la muerte del decano en 1856, Phillips pasó a ser también lector, un puesto que conservó hasta que falleció en 1874. Durante su residencia en Oxford, intervino decisivamente en la fundación y la disposición del nuevo museo erigido en 1859 (véanse sus "Notices of Rocks and Fossils in the University Museum" -Noticias sobre Rocas y Fósiles en el Museo de la Universidad-, 1863, y "The Oxford Museum" -El museo de Oxford- por HW Acland y J. Ruskin, 1859, reimpreso con las adiciones 1893). Phillips fue también el encargado del Museo Ashmolean entre 1854 y 1870. En 1859-1860 fue presidente de la Sociedad Geológica de Londres, y en 1865 presidente de la Asociación Británica.
El 23 de abril de 1874, cenó en el All Souls College, pero al salir resbaló y cayó por un tramo de escaleras de piedra. Murió al día siguiente, y fue enterrado en el cementerio de York, junto a su hermana Anne y su benefactor Thomas Gray. Su ataúd fue acompañado a la estación de tren de Oxford por 200 académicos universitarios.
Phillips también hizo observaciones astronómicas del planeta Marte durante su oposición con respecto a la Tierra de 1862.

## Obras
- On the Direction of the Diluvial Currents in Yorkshire (1827). Contribuyó al Philosophical Magazine, Journal of the Geological Society, Geological Magazine.

- Illustrations of the Geology of Yorkshire (en dos partes: 1829 y 1836; 2ª ed. de la parte 1 en 1835; 3ª ed. editado por R. Etheridge, en 1875) Parte 1 & Parte 2;
- A Treatise on Geology (1837-1839)
- Memoirs of William Smith (1844)
- The Rivers, Mountains and Sea-Coast of Yorkshire (1853)
- Manual of Geology, Practical and Theoretical (1855)
- Life on the Earth: its Origin and Succession (1860)
- Vesuvius (1869)
- Geology of Oxford and the Valley of the Thames (1871)

A esos hay que añadir su Monograph of British Belemnitidae (1865), para la Sociedad Paleontográfica, y su carta geológica de las islas Británicas (1847).

## Eponimia
- El cráter lunar Phillips lleva este nombre en su memoria.[6]
- El cráter marciano Phillips también conmemora su nombre, honor compartido con el astrónomo británico del mismo apellido Theodore E. Phillips (1868-1942).[7]

- La abreviatura «J.Phillips» se emplea para indicar a John Phillips como autoridad en la descripción y clasificación científica de los vegetales.[8]